# Pimelodella eigenmanniorum
Pimelodella eigenmanniorum är en fiskart som först beskrevs av Miranda Ribeiro, 1911.  Pimelodella eigenmanniorum ingår i släktet Pimelodella och familjen Heptapteridae. Inga underarter finns listade i Catalogue of Life.